# Station Priestewitz
Station Priestewitz is een spoorwegstation in de Duitse plaats Priestewitz. Het station werd in 1839 geopend.